# إعادة بناء الأسلاف
إعادة بناء الأسلاف (تُسمى أيضًا رسم السمات أو تحسين السمات) هي استقراء الخصائص المحددة للأفراد (أو السكان) عودةً بالزمن إلى أسلافهم المشتركين. يعد تطبيقًا هامًا في علم الوراثة العرقي، وإعادة بناء ودراسة العلاقات التطورية بين الأفراد أو السكان أو الأنواع وأسلافهم. في سياق علم الأحياء التطوري، يمكن استخدام إعادة بناء الأسلاف لاستعادة أنواع مختلفة من الحالات الشخصية السلفية للكائنات الحية التي عاشت منذ ملايين السنين. تتضمن هذه الحالات التسلسل الجيني (إعادة بناء تسلسل الأسلاف)، وتسلسل الأحماض الأمينية للبروتين، وتكوين المجموع المورثي (ترتيب الجينات)، وسمات قابلة للقياس (النمط الظاهري)، والنطاق الجغرافي لسكان أو أنواع الأسلاف (إعادة بناء نطاق الأسلاف). يعد هذا الأمر مرغوبًا فيه لأنه يسمح لنا بفحص أجزاء من أشجار تطور السلالات المقابلة للماضي البعيد، وتوضيح التاريخ التطوري للأنواع في الشجرة. نظرًا لاختلاف التسلسلات الجينية الحديثة في الأساس عن التسلسلات القديمة، قد يحدد الوصول إلى التسلسلات القديمة الاختلافات والكائنات الأخرى التي يمكن أنها نشأت من تلك التسلسلات. بالإضافة إلى التسلسلات الجينية، قد يحاول المرء تتبع عملية تغيير سمة معينة إلى أخرى، مثل تحول الزعانف إلى أرجل.
تشمل التطبيقات غير البيولوجية إعادة بناء مفردات أو صوتيات اللغات القديمة، والخصائص الثقافية للمجتمعات القديمة مثل النقولات الشفوية أو ممارسات الزواج.
تعتمد إعادة بناء الأسلاف على نموذج إحصائي واقعي بدرجة كافية للتطور لاستعادة حالات الأسلاف بدقة. تستخدم هذه النماذج المعلومات الجينية التي حُصل عليها بطرق مثل علم الوراثة العرقي لتحديد المسار الذي سلكه التطور ومتى وقعت الأحداث التطورية. بغض النظر عن مدى دقة النموذج في تقريب التاريخ التطوري الفعلي، تضعف قدرة الفرد على إعادة بناء السلف مع زيادة الوقت التطوري بين ذلك السلف وأحفاده المرصودة. بالإضافة إلى ذلك، تكون نماذج التطور الأكثر واقعية حتمًا أكثر تعقيدًا ويصعب حسابها. اعتمد التقدم في مجال إعادة بناء الأسلاف بشكل كبير على النمو الأسي لقوة الحوسبة وما يصاحب ذلك من تطوير لخوارزميات حسابية فعالة (مثل خوارزمية البرمجة الديناميكية لإعادة بناء القيمة العليا لدالة الإمكان المشتركة لتسلسلات الأجداد). غالبًا ما تُطبق طرق إعادة بناء الأسلاف على شجرة تطور سلالات معينة استُنتجت من نفس البيانات. رغم كون النهج مناسب، يتمثل عيبه في أن نتائجه تتوقف على دقة شجرة تطور السلالات الواحدة. في المقابل، يدعو بعض الباحثين إلى اتباع الاستدلال البايزي الأفضل من ناحية الحوسبة والذي يفسر عدم اليقين في إعادة بناء الأشجار من خلال تقييم عمليات إعادة بناء الأسلاف على العديد من الأشجار.

## التاريخ
غالبًا ما يُنسب مفهوم إعادة بناء الأجداد إلى إيميل زوكركاندل ولينوس باولنغ. بعد تطوير تقنيات تحديد التسلسل الأولي (الأحماض الأمينية) للبروتينات من قبل فردريك سانغر في عام 1955، افترض زوكركاندل وباولنغ أن مثل هذه التسلسلات يمكن استخدامها لاستنتاج الوراثة العرقية المرتبطة بتسلسلات البروتين المرصودة بالإضافة إلى تسلسل بروتين الأسلاف في أقدم نقطة (جذر) من هذه الشجرة. رغم ذلك، تطورت فكرة إعادة بناء الأسلاف من الخصائص البيولوجية القابلة للقياس في مجال التصنيف التفرعي، وهو أحد سلائف علم الوراثة العرقي الحديث. تستنبط طرق التصنيف التفرعي، التي ظهرت في وقت مبكر من عام 1901، العلاقات التطورية للأنواع على أساس توزيع الخصائص المشتركة، والتي يُعتقد أن بعضها انحدر من أسلاف مشتركة. بالإضافة إلى ذلك، أوضح ثيودوسيوس دوبزانسكي وألفريد ستورتيفانت مبادئ إعادة بناء الأسلاف في سياق علم الوراثة العرقي في عام 1938، أثناء استنتاج اكتشاف التطوري للانقلاب الصبغي في ذبابة الفاكهة الزائفة.
يشير ما سبق أن عملية إعادة بناء الأسلاف لها جذور في العديد من التخصصات. حاليًا، تستمر الأساليب الحسابية لإعادة بناء الأسلاف في التوسع ويستمر تطبيقها في مجموعة متنوعة من الإعدادات، بحيث تُستنتج حالات الأجداد من ناحية الخصائص البيولوجية والتسلسلات الجزيئية، بالإضافة إلى البنية أو الخصائص التحفيزية للبروتينات القديمة مقابل الحديثة، والموقع الجغرافي للسكان والأنواع (جغرافيا الأعراق) وبنية الجينومات ذات الترتيب الأعلى. 

## الأساليب والخوارزميات
تبدأ أي محاولة لإعادة بناء الأجداد بالوراثة العرقية. بشكل عام، الوراثة العرقية هي فرضية قائمة على شجرة الأنواع تدور حول الترتيب الذي ترتبط به المجموعات السكانية (تسمى أصنوفات) عن طريق انحدارها من أسلاف مشتركة. تُمثل الأصنوفات المرصودة بواسطة أطراف الشجرة أو العقد الطرفية التي ترتبط بشكل تدريجي بأسلافها المشتركة عبر الفروع، التي تمثلها نقاط التفرع من الشجرة والتي يشار إليها عادةً باسم العقد السلفية أو العقد الداخلية. في النهاية، تتقارب جميع السلالات مع أحدث سلف مشترك لعينة الأصنوفات بأكملها. في سياق إعادة بناء الأسلاف، غالبًا ما تُعامل الوراثة العرقية كما لو أنها كمية معروفة (باستثناء المناهج البايزية). نظرًا لإمكانية وجود عدد هائل من الوراثات العرقية التي تفسر البيانات بنفس الفعالية تقريبًا، قد يكون حصر المجموعة الفرعية للوراثات العرقية التي تدعمها البيانات ضمن ممثل واحد، أو تقدير نقطي، افتراضًا تبسيطيًا مناسبًا وضروريًا في بعض الأحيان.  
يمكن اعتبار إعادة بناء الأسلاف نتيجة مباشرة لتطبيق نموذج افتراضي للتطور على وراثة عرقية معينة. عندما يحتوي النموذج على واحد أو أكثر من المعلمات الحرة، يكون الهدف العام هو تقدير هذه المعلمات على أساس الخصائص المقاسة بين الأصنوفات المرصودة (التسلسلات) التي تنحدر من أسلاف مشتركة. يعتبر قانون التقتير استثناءً هامًا لهذا النموذج: رغم إثبات وجود ظروف يكون فيها شبيهًا للتقدير حسب القيمة العليا لدالة الإمكان في جوهره، يعتمد القانون ببساطة على اكتشاف أن التغييرات في الحالات الشخصية نادرة، دون محاولة تحديد هذه الندرة.
هناك ثلاث فئات مختلفة من طرق إعادة بناء الأجداد. بحسب الترتيب الزمني للاكتشاف، هذه الفئات هي التقتير الأقصى والقيمة العليا لدالة الإمكان والاستدلال البايزي. يعتبر التقتير الأقصى أن جميع الأحداث التطورية متساوية في الاحتمال؛ تفسر القيمة العليا لدالة الإمكان الاحتمالية المختلفة لفئات معينة من الأحداث؛ ويربط الاستدلال البايزي الاحتمال الشرطي لحدث ما باحتمالية الشجرة، بالإضافة إلى مقدار عدم اليقين المرتبط بتلك الشجرة. ينتج عن التقتير الأقصى والقيمة العليا لدالة الإمكان نتيجة واحدة أكثر احتمالًا، بينما يفسر الاستدلال عدم اليقين في البيانات وينتج عينة من الأشجار المحتملة.